# Pol-e Alam
Pol-e Alam (persiska: پُلِ عَلَم), även Puli Alam, är en provinshuvudstad i Afghanistan. Den ligger i provinsen Logar, i den östra delen av landet, 1 921 meter över havet. Pol-e Alam beräknades 2015 ha mellan 19 000 och 23 000 invånare.